# 24 messidor
24 prairial 24 thermidor
Le quartidi 24 messidor, officiellement dénommé jour de l'orcanète, est le 294e jour de l'année du calendrier républicain.
C'était généralement le 12e jour du mois de juillet dans le calendrier grégorien.